# Decker Brothers

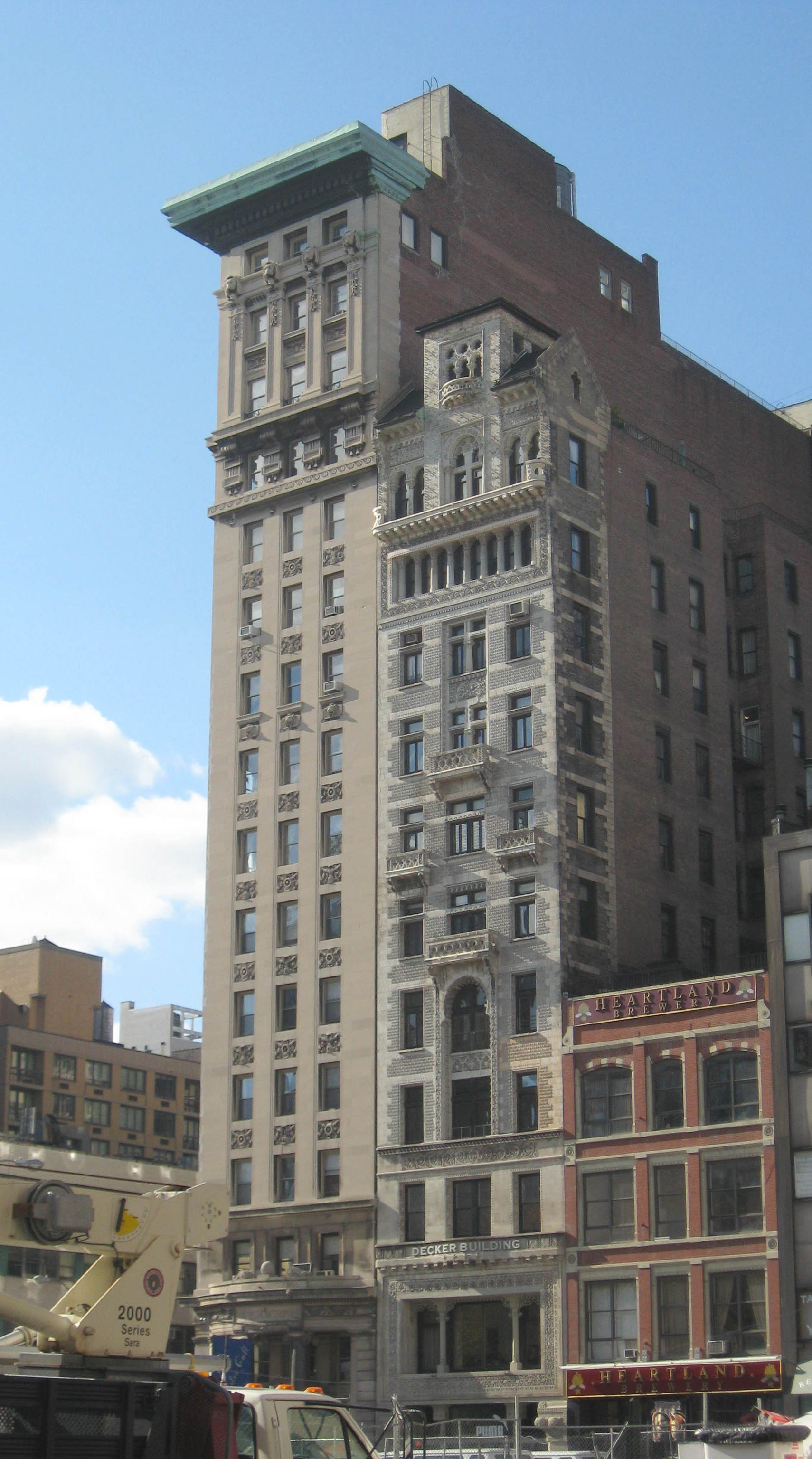
Decker Building, Bildmitte

Decker Brothers war ein US-amerikanischer Pianohersteller. Das Unternehmen war in New York in dem von John H. Edelmann entworfenen Decker Building ansässig, das im nationalen Verzeichnis historischer Stätten der USA aufgelistet ist. Das Unternehmen begann 1865 Klaviere zu bauen. Gegründet war es von David und John Decker, nachdem die Brüder viele Patente im Klavierbau erhalten hatten.

## Das Unternehmen
Die Klaviere der Decker Brothers sind unter Klavierkennern für ihre außergewöhnliche Qualität bekannt. Die New York Times schrieb, dass die Klaviere „ein weites Spektrum haben“ und „eine weithin bekannte Reputation für ihre überlegene Qualität“. Jedoch bekam diese Marke nicht den Grad an Bekanntheit eines Teils ihrer Wettbewerber, insbesondere Steinway & Sons und Chickering and Sons, auch wenn bekannt war, dass die Decker-Pianos in der Qualität den Klavieren von Steinway und Chickering jener Zeit ebenbürtig waren. Heutzutage verkaufen sich Klaviere der Decker Brothers nicht für so viel Geld wie die ihrer berühmten Gegenspieler, aber sie erlösen oft das Doppelte sonstiger Klaviere aus jener Zeit.
Die Gesellschaft beendete den Klavierbau nach dem Tod eines der Brüder um die Wende vom 19. zum 20. Jhdt.

## Die Klaviere
Die Klaviere der Decker Brothers hatten eine typische ausgereifte Klaviatur bei den Tafelklavieren und ein Dämpfungspedal und besaßen ein sehr gutes Saiten-Layout („scaling“), das jener Zeit weit voraus war. Ein Klavier der Decker Brothers wurde kürzlich noch beschrieben mit einer absolut ungewöhnlichen Auslegung des Basses ("the most unusual design in the bass"): die Saiten liegen unter der Gussplatte; die Stimmwirbel laufen durch eine Öffnung der Platte. Als Grund wird vermutet, dass damit die Spule des aufgewickelten Saitendrahtes enger am Stimmstock liegt und damit der Stimmwirbel im Stimmstock einen festeren Sitz hat. Decker Bros. war zusammen mit Chickering, Weber und anderen US-Herstellern Teil der "Klavierkriege", die sich, beginnend zwischen Steinway und Chickering bei der Pariser Weltausstellung 1867, bis weit hinter die Centennial-Weltausstellung in Philadelphia 1876 erstreckten. In den mit allen damaligen publizistischen Mitteln ausgefochtenen Streitigkeiten ging es um die vielfach in der Presse diskutierte Frage, welchem Produkt und Hersteller die Medaillen und die Ehre des "weltbesten Klaviers" zustehe.